# Kriegerdenkmal (Magdeburg)

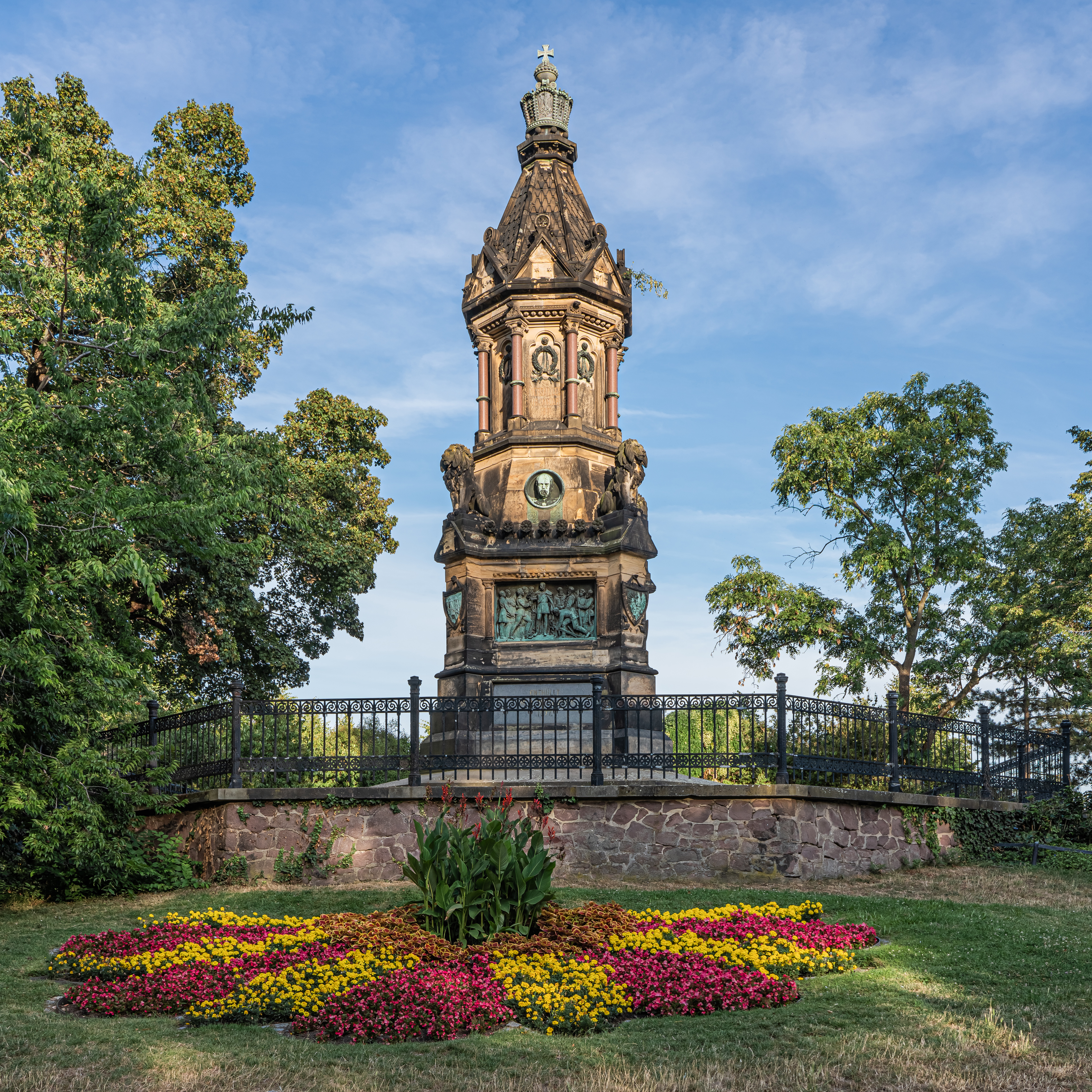
Kriegerdenkmal an der Hegelstraße

Das Kriegerdenkmal in Magdeburg wurde 1877 in Erinnerung an die Gefallenen des Deutschen Krieges von 1866 und des Deutsch-Französischen Krieges von 1870/71 im Park am Fürstenwall errichtet. Der Entwurf stammte von Hermann Eggert, die bildhauerischen Arbeiten führte Emil Hundrieser aus. Das Kriegerdenkmal an der Hegelstraße steht heute unter Denkmalschutz.

## Geschichte
Durch die Einebnung der Bastion Cleve in der Magdeburger Stadtbefestigung war 1872 eine Neugestaltung des Platzes erforderlich. Im dort entstehenden Fürstenwallpark wurde eine künstliche Erhebung für ein Kriegerdenkmal angelegt, mit dem den Gefallenen aus den gerade vergangenen Kriegen gedacht werden sollte. Die Einweihung des Kriegerdenkmals erfolgte am 2. September 1877 (Sedantag), dem siebten Jahrestag der Kapitulation der französischen Truppen und der Gefangennahme Napoleons.
Die Widmung des Denkmals auf grau-polierten Granitplatten lautet: „Den im Kampfe für Deutschlands Ehre und Einheit gefallenen Kriegern des Stadtkreises Magdeburg“. Auf zwei weiteren Tafeln werden die Schlachten genannt: „Magdeburger Regimenter kämpften bei Podol, Münchengrätz, Königgrätz, Pressburg“ (Deutscher Krieg) sowie bei „Beaumont, Sedan, Toul, Strassburg, Paris, Belfort“ (Deutsch-Französischer Krieg).
Der Entwurf von Hermann Eggert trug ursprünglich den Namen „Victoria“ und sollte mit einer dritten Tafel auch an Düppel und den Deutsch-Dänischen Krieg von 1864 erinnern. Dies wurde jedoch nicht umgesetzt.

## Lage und Baubeschreibung

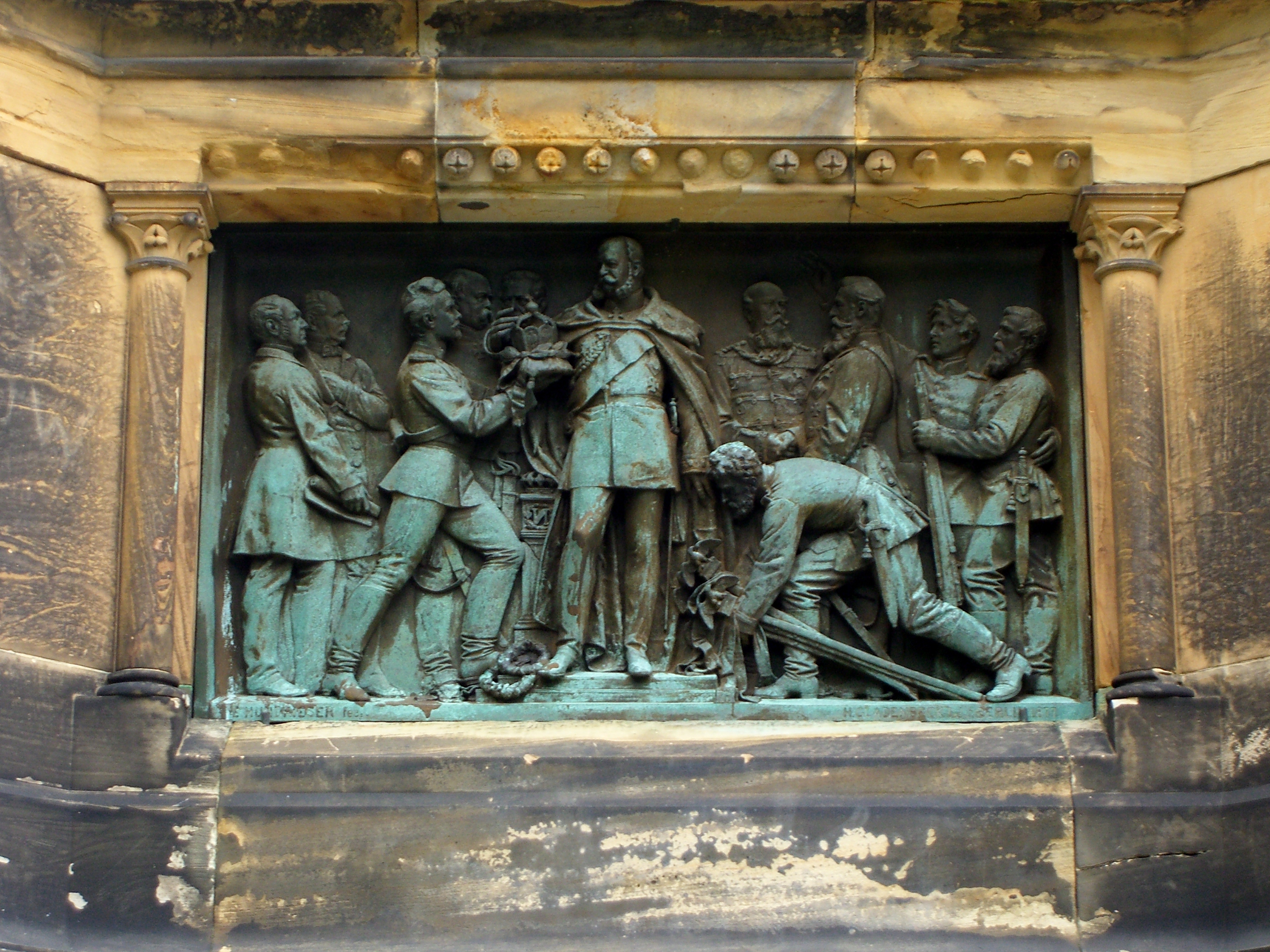
Eins der vier Reliefs: Kaiserproklamation

Das Denkmal befindet sich im Park am Fürstenwall längs der Hegelstraße, am westlichen Elbufer südlich des Magdeburger Domes.
Den Körper des Denkmals bildet eine gestufte Stele aus Sandstein, auf der Spitze die Kaiserkrone. Dieser Turm steht auf einem achteckigen Podest mit einer Brüstung und einem Geländer aus Gusseisen. Eine Freitreppe läuft von Osten her auf das Denkmal zu. Zusätzlich führen Wege von Norden und Süden auf die Achse des Denkmals hin.
Auf vier Bronzereliefs ist allegorisch der Kriegsverlauf von 1870/71 dargestellt: Erst der Abschied eines Soldaten von der Familie, dann der Kampf, die Gefangennahme des französischen Kaisers Napoleon III. und schließlich die Proklamation von Wilhelm I. zum Kaiser. An den Ecken des Denkmals befinden sich die Wappen von Magdeburg und der Preußische Adler. Darüber sind zwischen Löwenskulpturen Bronze-Porträtmedaillons von Otto von Bismarck, Wilhelm I. und Helmuth Karl Bernhard von Moltke angebracht.